# Гудава, Того Евстафьевич
То́го Евста́фьевич Гуда́ва (груз. ტოგო გუდავა, 1922—1976) — советский лингвист-кавказовед, автор трудов по языкам андийской и цезской групп, по картвельским языкам и фольклору. Доктор филологических наук (1964), профессор (1966).

## Биография
Родился в Сенаки. В 1938 году окончил там же среднюю школу. В 1945 году окончил филологический факультет Тбилисского государственного университета.
В 1945—1948 гг. учился в аспирантуре Института языкознания АН Грузинской ССР, где в 1948 году защитил кандидатскую диссертацию. Принят на работу в должности младшего научного сотрудника Института, с 1950 года — старший научный сотрудник. В 1964 году защитил докторскую диссертацию. 
С 1966 года — профессор по кафедре структурной и прикладной лингвистики Тбилисского государственного университета. 
Автор около 60 печатных научных работ, в том числе нескольких монографий. Впервые исследовал ряд андийских языков, прежде всего в сравнительно-историческом аспекте; составил первый (и единственный в XX веке) грамматический очерк багвалинского языка, а также первое и единственное на сегодня монографическое описание ботлихского языка. В последние годы обратился к вопросам исторической фонетики и морфологии картвельских языков, а также фольклора.
Жена — Загидат Магомедовна Магомедбекова (1920—1999), также лингвист, исследователь дагестанских языков.

## Основные труды
- Сравнительный анализ глагольных основ в аварском и андийских языках.      Махачкала, 1959. — 236 с.
- Консонантизм андийских языков: Историко-сравнительный анализ. Тбилиси: Изд-во Акад. наук Груз. ССР, 1964. — 221 с.
- Андийские языки: Введение // Языки народов СССР. Т. 4: Иберийско-кавказские языки. М.: Наука, 1967.
- Багвалинский язык // Языки народов СССР. Т. 4: Иберийско-кавказские языки. М.: Наука, 1967.
- Ботлихский язык // Языки народов СССР. Т. 4: Иберийско-кавказские языки. М.: Наука, 1967.
- Годоберинский язык // Языки народов СССР. Т. 4: Иберийско-кавказские языки. М.: Наука, 1967.
- Тиндинский язык // Языки народов СССР. Т. 4: Иберийско-кавказские языки. М.: Наука, 1967.
- Багвалинский язык. Тбилиси, 1971. (на грузинском языке)
- Ботлихский язык: Грамматический анализ, тексты, словарь. Тбилиси, 1972. (на грузинском языке)
- Историко-сравнительный анализ консонантизма дидойских языков. Тбилиси: Мецниереба, 1979. — 223 с.